# The Dreamside
The Dreamside est un groupe néerlandais de rock.

## Histoire
The Dreamside est formé en 1993 par Kemi Vita (chant) et Remco Helbers (Chapman Stick). Tous deux étaient déjà impliqués dans d'autres groupes de musique, notamment Born for Bliss, et se rencontrent en 1992. Au début, The Dreamside était influencé par des groupes comme Siouxsie and the Banshees, Cocteau Twins, The Cure, Dead Can Dance, This Mortal Coil et The Southern Death Cult.
En 1994, le groupe signe un contrat avec Deathwish Office, un label de Gunnar Eysel (Love Like Blood) et également sous-label de Nuclear Blast, et sort son premier album Pale Blue Lights, qui reçoit des critiques majoritairement positives. En 1996, Helbers quitte le groupe et est remplacé par Fried Bruggink (basse électrique, chant), qui avait déjà participé au premier album. C'est avec cette formation que le deuxième album Apaika sort la même année. The Dreamside est soutenu par Diex (musique, programmation supplémentaire), Wouter van der Zwaan (guitare acoustique et électrique), Laura Capitani (viole de gambe), Bert Smorenburg (programmation supplémentaire) et Marijn van der Ven (piano). Pour la première fois, le groupe fait également une tournée aux États-Unis.
En 1998, Roman Schönsee rejoint le groupe (Pyogenesis, The Bloodline), The Dreamside développe au fil du temps un son nettement plus dur et orienté metal. En 2001, l'album Mirror Moon sort sur le label de metal Serenades Records. Un an plus tard seulement, le contact est établi avec Dancing Ferret Discs, qui publie Faery Child, une collection rétrospective pour le marché américain. À cette époque, le groupe avait complètement changé de style et d'image. Sur l'album suivant, Spin Moon Magic, les éléments metal s'intensifient sont encore. Le titre Open Your Eyes, sur lequel le chanteur des Krüxshadows Rogue est invité à chanter, est extrait de cette œuvre.

## Style musical
Si les premières sorties Pale Blue Lights et Apaika sont encore ancrées dans le milieu de la dark wave,, le groupe se tourne vers le dark rock avec son troisième album Mirror Moon, sorti en 2001. La voix de Kemi Vita est souvent décrite comme variable, polyvalente et dominante, et comparée par endroits à celle de Dolores O'Riordan ou encore de Björk,,,

## Discographie
- 1994 : Pale Blue Lights
- 1995 : Nuda Veritas
- 1996 : Apaika
- 2001 : Mirror Moon
- 2002 : Faery Child
- 2005 : Open Your Eyes (single)
- 2005 : Spin Moon Magic
- 2007 : Pale Blue Lights
- 2007 : Nuda Veritas
- 2007 : The 13th Chapter
- 2009 : Lunar Nature
- 2014 : Sorrow Bearing Tree
- 2015 : Another Spark of Light